# Wikipédia en pali
Wikipédia en pali (en pali : पालि विकिपीडिया) est l'édition de Wikipédia en pali, langue indo-aryenne liturgique du monde indien. L'édition est lancée officiellement en août 2004 et dans les faits en janvier 2005. Son code est : pi.
Au 20 mars 2025, l'édition en pali contient 2 559 articles et compte 7 928 contributeurs, dont 14 contributeurs actifs et 1 administrateur.
L'autre édition en langue liturgique du monde indien est la Wikipédia en sanskrit qui compte 12 275 articles.

## Statistiques
- Le 12 mars 2015, l'édition en pali compte 2 808 articles et 3 211 utilisateurs enregistrés[3], ce qui en fait la 188e[4] édition linguistique de Wikipédia par le nombre d'articles et la 271e[5] par le nombre d'utilisateurs enregistrés, parmi les 287 éditions linguistiques actives.
- Le 25 octobre 2022, elle contient 2 547 articles et compte 6 736 contributeurs, dont 5 contributeurs actifs et 2 administrateurs.
- Le 5 septembre 2024, elle contien 2 557 articles et compte 7 670 contributeurs, dont 18 contributeurs actifs et 1 administrateur.